# Gunnel Ljungström
Gunnel Ljungström, née le 25 août 1931 en Suède, est une gymnaste artistique suédoise. 

## Carrière
Gunnel Ljungström est médaillée d'or par équipes aux Championnats du monde de gymnastique artistique 1950 à Bâle.